# Wormaldia pulla
Wormaldia pulla là một loài Trichoptera trong họ Philopotamidae. Chúng phân bố ở miền Cổ bắc.